# 昂加尔
昂加尔（法語：Hangard，法語發音：[ɑ̃ɡaʁ]）是法国上法蘭西大區索姆省的一个市镇，属于蒙迪迪耶区。

## 地理
昂加尔（49°49'22"N, 2°30'44"E）面积6.34 平方千米，位于法国上法蘭西大區索姆省，该省份为法国北部沿海省份，北起加来海峡省和北部省，西接滨海塞纳省和大西洋英吉利海峡，南至瓦兹省，东临埃纳省。
与昂加尔接壤的市镇（或旧市镇、城区）包括：卡希、代米安、吕斯河畔多马尔、维莱布勒托讷。

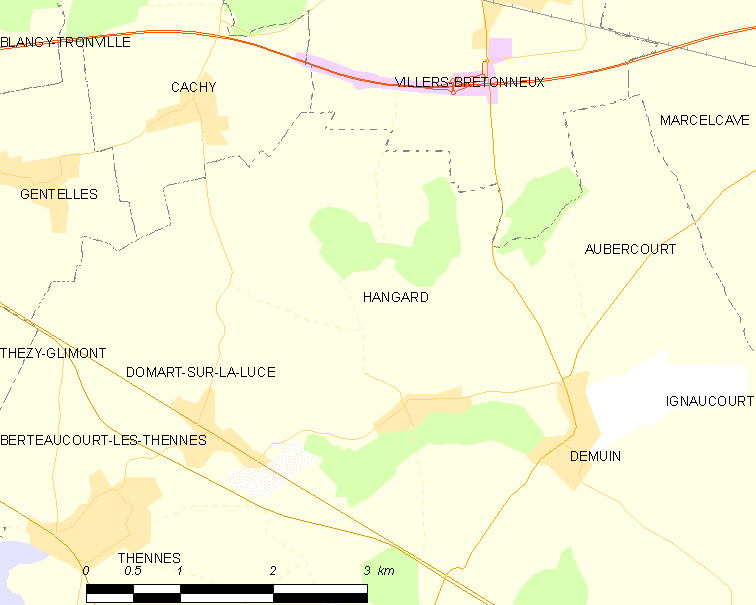
昂加尔的OSM定位图

昂加尔的时区为UTC+01:00、UTC+02:00（夏令时）。

## 行政
昂加尔的邮政编码为80110，INSEE市镇编码为80414。

## 政治
昂加尔所属的省级选区为莫勒伊县。

## 人口

1962-2008年间昂加尔人口变化图示

昂加尔于2022年1月1日时的人口数量为121人。